# Poliegos
Poliegos (gr. Πολύαιγος) – niezamieszkana grecka wyspa leżąca niedaleko Milos i Kimolos, należy do archipelagu Cyklad. W historii wyspa nigdy nie była zamieszkana. Do dziś mieszkają na niej jedynie kozy stąd wzięła się nazwa wyspy, która w polskim tłumaczeniu znaczy Wyspę Kóz.
Leży w administracji zdecentralizowanej Wyspy Egejskie, w regionie Wyspy Egejskie Południowe, w jednostce regionalnej Milos, w gminie Kimolos.
Długość wyspy wynosi 6 km, a szerokość 4,3 km. Powierzchnia wyspy wynosi 18 km², a długość linii brzegowej waha się między 22 a 27 km. W okolicach Poliegos znajdują się zaludnione wyspy, którymi są Kimolos (odległość 2 km) i Milos (odległość 7 km). Najwyższym wzniesieniem jest góra Psilo Vouno (370 m n.p.m.). Poliegos jest własnością Greckiego Kościoła Prawosławnego, która służy jako pastwisko dla należących do parafii na Kimolos kóz.
Na wyspie znajdują się piękne plaże oraz jaskinie. Na Poliegos można także zaobserwować populację mniszek śródziemnomorskich.